# Waterville (Maine)
Waterville è una città degli Stati Uniti d'America della contea di Kennebec, nello stato del Maine. Sorge sulla sponda occidentale del fiume Kennebec, presso le Ticonic Falls. 

## Storia
Centro ferroviario con modesti impianti industriali, ospita il Colby college. Il numero della popolazione appare in calo, basti pensare che nel 1970 gli abitanti superavano le 18 000 unità. Qui nacquero il matematico Marston Morse ed il politico Bruce Poliquin.

### Evoluzione demografica

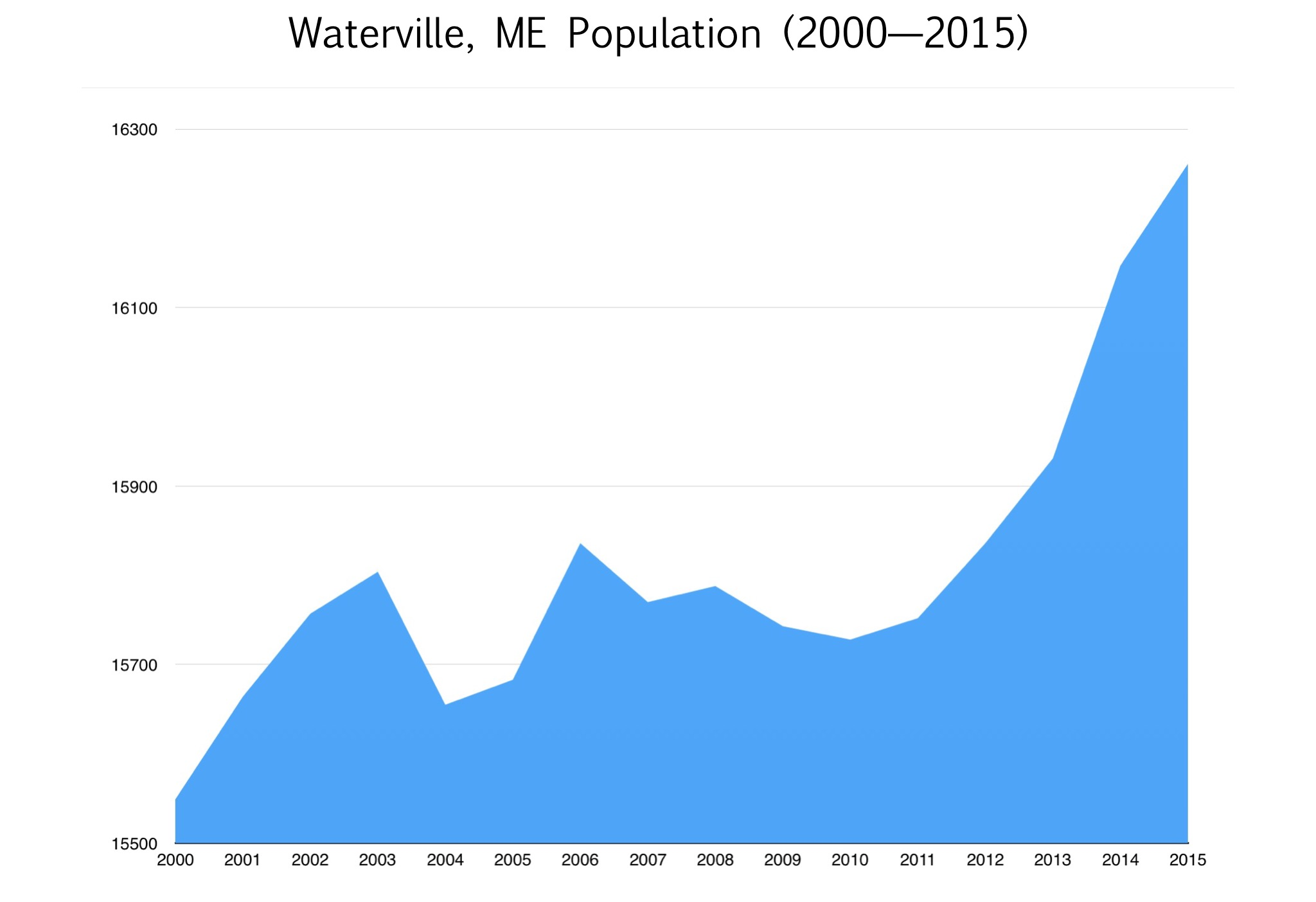
Andamento della popolazione di Waterville dal 2000 al 2015